# إتش إم إس ويمبرل
السفينة إتش إم إس ويمبرل (HMS Whimbrel) هي آخر سفينة حربية كانت تابعة للبحرية الملكية شهدت استسلام اليابان في الحرب العالمية الثانية ومازالت موجودة بالخدمة في البحرية المصرية تحت اسم الفرقاطة (طارق). وهي طوافة من فئة «بلاك سوان»، وضعت في 31 أكتوبر 1941 بالرقم الحربي (يو 29) في أحواض شركة يارو الشهيرة ببناء السفن بسكوتستون، غلاسكو.

## تاريخها خلال الحرب العالمية الثانية
أُطلقت في 25 أغسطس 1942 بعد ما يقرب من تسعة أشهر من وضعها في الماء وهو المعدل المتوسط لهذه الفئة من السفن. ثم كُلفّت في 13 يناير 1943 وكانت تخدم في المقام الأول في المحيط الأطلنطي كجزء من عدة مجموعات مُرافقة. وفي عام 1945 أُرسلّت إلى المحيط الهادي خلال أشهر الحرب القليلة المتبقية كجزء من الخروج الكبير للسفن هناك. وكانت حاضرة عند استسلام اليابان.

## خدمتها في البحرية المصرية
في نوفمبر 1949 بيعت إلى مصر التي أسمتها (الملك فاروق). وفي عام 1954 غُيرّ اسمها إلى (طارق).

## دورها في حرب 67
في اليوم الأول لحرب 67، الخامس من يونيو، حاولت البحرية الإسرائيلية استهداف عدداً من القطع البحرية المصرية في ميناء الإسكندرية، وذلك عن طريق إبرار مجموعة من الكوماندوز البحري الإسرائيلي (شايطيت 13) إلى الميناء من خلال الغواصة تانين (INS Tanin)، وعقب إبرارهم سيلصقوا شحنات ناسفة إلى بعض السفن الحربية المصرية الموجودة بالميناء. لكن أفراد الكوماندوز الإسرائيلي لم يجدوا أهدافهم والتي كانت قد خرجت من الميناء في وقت سابق، بينما فشلت الغواصة تانين في العودة لإجلائهم.
كانت الغواصة تانين قد اعترضت الفرقاطة المصرية طارق أمام بوغاز الإسكندرية، واشتبكت معها في معركة أطلقت خلالها عدداً من الطوربيدات فشلت في إصابة الفرقاطة، التي شنت هجوماً مضاداً بقنابل الأعماق أدى إلى إصابة تانين بأضرار بالغة أجبرتها على العودة إلى إسرائيل بدون أفراد الكوماندوز البحري الذين أٌسروا جميعاً.

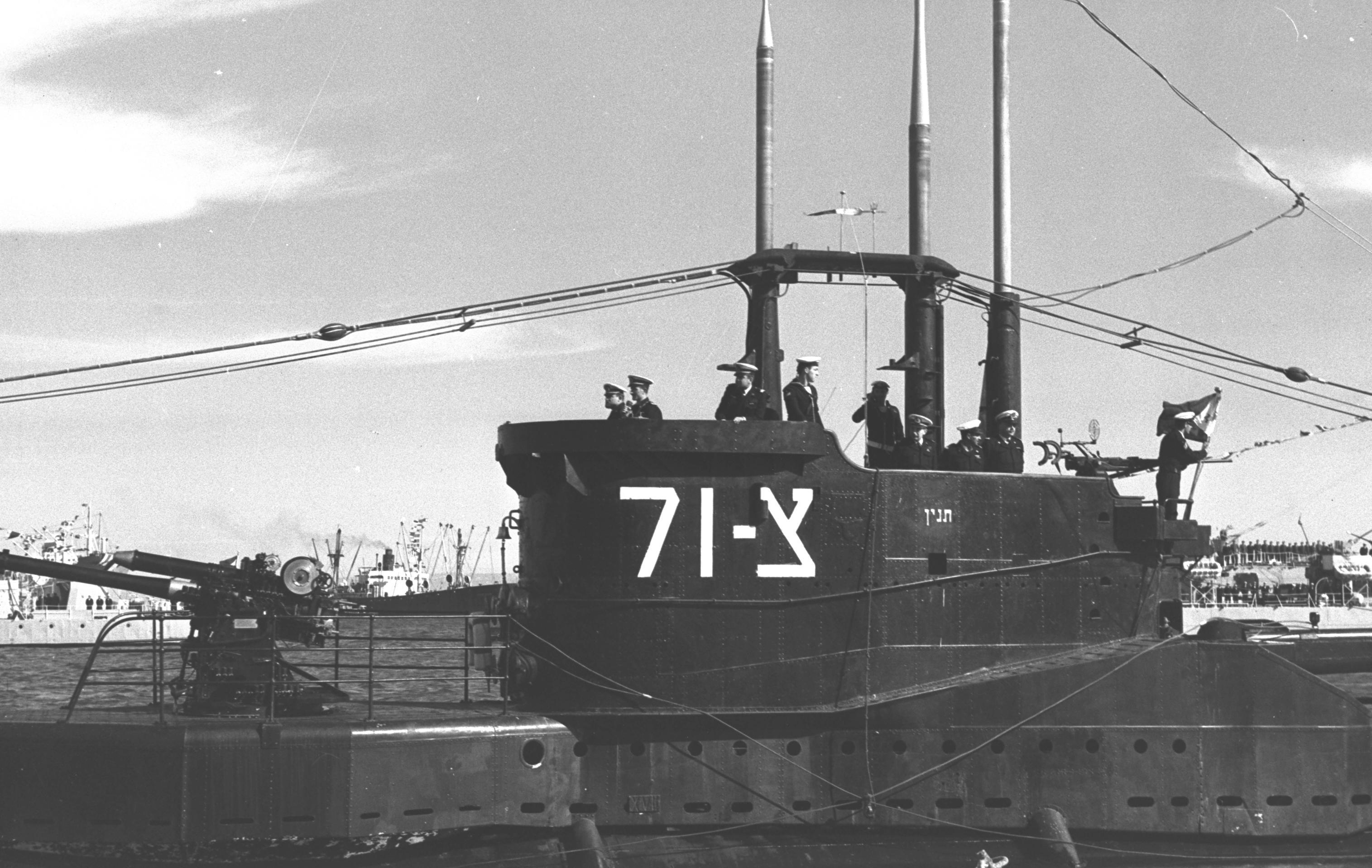
الغواصة الإسرائيلية تانين عقب وصولها إلى ميناء حيفا من بورتسموث، 1959

وبالرغم من أن الغواصة لم تغرق كما تدعي بعض المواقع المصرية إلا أن ضربها بقنابل الأعماق يُعد الهجوم الوحيد الناجح في الصراع العربي الإسرائيلي ضمن الحرب المضادة للغواصات (ASW).

## وضعها الحالي
جرت محاولة من الحكومة البريطانية في عام 2006. بهدف استرجاعها إلى حوض كانينغ، ليفربول كنصب تذكاري لأولئك الذين ماتوا في قوافل المحيط الأطلنطي. وفي 26 مارس 2008، قُدمت لوحة تذكارية للسفينة إلى رئيس بلدية سيفتون. وقال جون ليفينغستون، رئيس فرع ليفربول لمشروع ويمبريل (طارق): «ستكون إضافة رائعة لواجهتنا البحرية وتذكيراً بتضحيات رجال بحريتنا». وقال رئيس بلدية سيفتون، ريتشارد هاندز: «إن السفينة إتش إم إس ويمبرل تشكل جزءاً فريداً من تاريخنا الاجتماعي والبحري، وأنا أؤيد بشكل كامل الحملة لإعادتها إلى ليفربول». ولكن المحاولة توقفت بعد تعثر الاتفاق على سعرها مع الحكومة المصرية. وهي الآن تستخدم كسفينة تدريب في البحرية المصرية.